# سونيا لوند
سونيا لوند (بالسويدية: Sonja Lund)‏ هي مصممة رقص وراقصة وممثلة سويدية، ولدت في 29 مارس 1942.

## وصلات خارجية
- سونيا لوند على موقع IMDb (الإنجليزية)
- سونيا لوند على موقع قاعدة بيانات الأفلام السويدية (السويدية)
- سونيا لوند على موقع ديسكوغز (الإنجليزية)